# Meilen (district)
Meilen is een district in kanton Zürich. De hoofdplaats is Meilen. Het district omvat de volgende gemeenten:
| Wapenschild    | Postcode en gemeentenaam | Inwoners (2006) | Oppervlakte (km2) | Gemeente nummer |
| -------------- | ------------------------ | --------------- | ----------------- | --------------- |
| Erlenbach      | 8703 Erlenbach           | 5076            | 2,97              | 0151            |
| Herrliberg     | 8704 Herrliberg          | 5619            | 8,97              | 0152            |
| Hombrechtikon  | 8634 Hombrechtikon       | 7606            | 12,19             | 0153            |
| Küsnacht       | 8700 Küsnacht            | 12.784          | 12,35             | 0154            |
| Männedorf      | 8708 Männedorf           | 9508            | 4,78              | 0155            |
| Meilen         | 8706 Meilen              | 11.933          | 11,93             | 0156            |
| Oetwil am See  | 8618 Oetwil am See       | 4334            | 6,09              | 0157            |
| Stäfa          | 8712 Stäfa               | 13.115          | 8,59              | 0158            |
| Uetikon am See | 8707 Uetikon am See      | 5426            | 3,49              | 0159            |
| Zollikon       | 8702 Zollikon            | 11.788          | 7,84              | 0161            |
| Zumikon        | 8126 Zumikon             | 4849            | 5,44              | 0160            |
|                | Totaal (11)              | 92.038          | 84,64             | 0107            |

Affoltern · Andelfingen · Bülach · Dielsdorf · Dietikon · Hinwil · Horgen · Meilen · Pfäffikon · Uster · Winterthur · Zürich